# Wladimir Alexandrowitsch Filow
Wladimir Alexandrowitsch Filow (russisch Владимир Александрович Филов, wiss. Transliteration Vladimir Aleksandrovič Filov, engl. Vladimir Aleksandrovich Filov, * 23. Dezember 1930 in Leningrad; † 20. Oktober 2006) war ein russischer Toxikologe und Bibliotheksdirektor.

## Berufliche Laufbahn
Filow graduierte 1959 von der Universität Leningrad und war in einer Vielzahl von Funktionen als Chemiker und Toxikologe in der Krebsforschung tätig. Von 1980 bis 1988 leitete er zusätzlich die Bibliothek der Sowjetischen Akademie der Wissenschaften (BAN) in Leningrad. Nach deren Brand  1988 warfen ihm Medien eine Verharmlosung der Lage vor; wenige Tage später erlitt er einen Herzanfall und kehrte nicht an seinen Arbeitsplatz zurück. Sein Amt übernahm Waleri Pawlowitsch Leonow.
Filow gab später an, 1980 überraschend zur Leitung der BAN aufgefordert worden zu sein, die von einem Naturwissenschaftler geführt werden sollte. Er habe nur unter der Auflage, weiter auch als Biologe arbeiten zu können, zugestimmt; er habe die Abteilungen, die in der BAN ein Eigenleben entwickelt hatten, nicht reformieren können.

## Veröffentlichungen (Auswahl)
- mit Margarita Vladimirovna Kukuschkina: Rukopisnye fondy Biblioteki Akademii Nauk SSSR. (dt. Die Handschriftenbestände der Bibliothek der Akademie der Wissenschaften der UdSSR., Leningrad 1988)
- Directory of libraries and information centers of the academies of sciences of socialist countries. Moskau 1986
- Lekarstvennaja terapija opucholej (dt. Ärztliche Therapie bei Geschwulsten). Leningrad 1983